# Joakim Noah
Joakim Simon Noah (ur. 25 lutego 1985 w Nowym Jorku) – francusko-amerykański koszykarz, posiadający także szwedzkie obywatelstwo, występujący na pozycji środkowego, reprezentant Francji. 

## Życiorys

### Wczesne lata
Urodził się w Nowym Jorku jako syn Cécilii Rhode (urodzonej jako Cécilia Catharina Björnsdotter Rodhe), modelki, która zdobyła tytuł Miss Szwecji 1978, i Yannicka Noaha, zawodowego francuskiego tenisisty, który w 1983 zwyciężył w Roland Garros. W latach 2004–2007 studiował na University of Florida. 

### Kariera
Mierzący 211 cm wzrostu koszykarz, z Florida Gators dwukrotnie zwyciężał w NCAA (2006, 2007), a w 2006 wybrano go najlepszym graczem turnieju finałowego. Do NBA został wybrany z 9 numerem w drafcie 2007 do Chicago Bulls. 21 kwietnia 2014 został wybrany najlepszym obrońcą sezonu 2013/14. 2 czerwca 2014 został wybrany do pierwszej piątki defensorów sezonu 2013/2014. Został też wybrany do pierwszej piątki All-NBA Team za sezon 2013/14. W 2014 roku również uplasował się na 4 miejscu w głosowaniu na MVP zaraz za Blakiem Griffinem, LeBronem Jamesem i zwycięzcą Kevinem Durantem
8 lipca 2016 jako wolny agent podpisał kontrakt z New York Knicks, co po czasie zostało uznane za jedną z gorszych transakcji w historii drużyny. Zawodnik w tamtym czasie zmagał się z licznymi kontuzjami barku, kolana i kostki które uniemożliwiały mu grę na poziomie na którym grał za czasów Chicago. 13 października 2018 został zwolniony. Sam zawodnik po czasie przyznał, że zawsze chciał grać dla Knicks, ale kiedy to nastąpiło, dotknięty przez kontuzje, nie był pewny siebie i czuł ogromną presję. 
4 grudnia 2018 podpisał umowę do końca sezonu z Memphis Grizzlies. W barwach Grizzlies rozegrał 42 mecze na solidnym poziomie zdobywając średnio 7.1 pkt/mecz i 5.7 zbiórki/mecz.
W 2019 roku zerwał ścięgno Achillesa w domu, co spowodowało, że Grizzlies nie podpisali z nim przedłużenia kontraktu, a sam zawodnik musiał poddać się operacji i rehabilitacji.
9 marca 2020 zawarł 10-dniową umowę z Los Angeles Clippers. W tamtym czasie jednak nie zagrał, ponieważ liga NBA zawiesiła rozgrywki. Z końcem wznowionego sezonu Clippers przedłużyli kontrakt zawodnika do końca rozgrywek fazy Play-Off, gdzie grał wychodząc z ławki.
Po zakończeniu rozgrywek sezonu 2019/20 postanowił zakończyć karierę zawodnika. Podpisał symboliczny, 1-dniowy kontrakt z Chicago Bulls, bo jak sam przyznał, chciał zakończyć karierę w macierzystym klubie.
W 2022 roku Chicago Bulls mianowało go ambasadorem drużyny w imię jego zasług i osiągnięć jako zawodnik w klubie.

## Osiągnięcia
Na podstawie, o ile nie zaznaczono inaczej.

### NCAA
- Mistrz NCAA (2006, 2007)
- Uczestnik II rundy turnieju NCAA (2005–2007)
- Most Outstanding Player (MVP=MOP) turnieju NCAA (2006)[10]
- Mistrz:
  - turnieju konferencji Southeastern (SEC – 2005–2007)
  - sezonu regularnego SEC (2007)
- Zaliczony do:
  - I składu:
    - SEC (2006, 2007)
    - turnieju:
      - SEC (2007)
      - NCAA Final Four (2006 przez Associated Press)[11]

  - II składu All-American (2007)

### NBA
- 2-krotny uczestnik meczu gwiazd NBA (2013, 2014)
- Obrońca Roku NBA (2014)[12]
- Laureat nagrody J. Walter Kennedy Citizenship Award (2015)[13]
- Wybrany do:
  - I składu:
    - NBA (2014)[14]
    - defensywnego NBA (2013, 2014)[15]

  - II składu defensywnego NBA (2011)[15]

### Kadra
- Wicemistrz Europy (2011)
- Uczestnik turnieju London Invitational (2011)